# Liste der Abgeordneten zum Burgenländischen Landtag (XVII. Gesetzgebungsperiode)
Diese Liste der Abgeordneten zum Burgenländischen Landtag listet alle Mitglieder des Burgenländischen Landtags in der XVII. Gesetzgebungsperiode auf. Die Gesetzgebungsperiode wurde am 27. Juni 1996 mit der Angelobung der Abgeordneten und der Wahl des Präsidiums eröffnet und endete nach 55 Sitzungen am 28. Dezember 2000 mit der Angelobung des Landtags der XVIII. Gesetzgebungsperiode. Nach der Landtagswahl am 2. Juni 1996 entfielen 17 von 36 Mandaten auf die Sozialdemokratische Partei Österreichs (SPÖ) und 14 Mandate auf die Österreichische Volkspartei (ÖVP) und 5 auf die Freiheitliche Partei Österreichs (FPÖ).
Dem Präsidium saß als 1. Landtagspräsident der ÖVP-Abgeordnete Erwin Schranz vor. Die Funktion des 2. Landtagspräsidenten hatte Johann Sipötz (SPÖ) inne, 3. Landtagspräsident war zunächst bis zum 30. September 1996 Hermann Fister (SPÖ), er wurde am 10. Oktober 1996 durch Manfred Moser (SPÖ) abgelöst. Die Funktion des Schriftführers übten Edith Mühlgaszner und Andrea Gottweis aus, Ordner waren Josef Bachmayer und Matthias Weghofer.
Während der Gesetzgebungsperiode kam es zu dreizehn Wechseln unter den Landtagsabgeordneten. Insgesamt gehörten somit 49 verschiedene Personen dem Landtag während der XVII. Gesetzgebungsperiode an.
| Name                 | Fraktion | Anmerkung                                                                                                 |
| -------------------- | -------- | --- |
| Bachmayer Josef      | SPÖ      | |
| Benkö Ilse           | FPÖ      | ab 6. Juli 2000 für Eduard Nicka                                                                          |
| Berlakovich Nikolaus | ÖVP      | |
| Bieler Helmut        | SPÖ      | bis 17. März 1999                                                                                         |
| Braunrath Helga      | ÖVP      | |
| Busch Wilhemine      | ÖVP      | ab 11. Mai 2000 für Johann Loos                                                                           |
| Darabos Norbert      | SPÖ      | ab 19. Mai 1999 für Peter Rezar                                                                           |
| Dunst Verena         | SPÖ      | ab 27. Jänner 2000, wechselte auf das Mandat von Karl Konrath, der das Mandat von Alfred Schreiner annahm |
| Fasching Paul        | ÖVP      | |
| Ficker Elisabeth     | SPÖ      | |
| Fister Hermann       | SPÖ      | bis 30. September 1996                                                                                    |
| Gelbmann Matthias    | SPÖ      | ab 4. November 1999 für Katharina Pfeffer                                                                 |
| Glaser Franz         | ÖVP      | |
| Gossy Ewald          | SPÖ      | ab 18. März 1999 für Helmut Bieler                                                                        |
| Gottweis Andrea      | ÖVP      | |
| Gradwohl Werner      | ÖVP      | |
| Guttmann Franz       | SPÖ      | bis 25. November 1996                                                                                     |
| Hahn Georg           | SPÖ      | |
| Hofmann Klaus        | ÖVP      | |
| Karassowitsch Erich  | FPÖ      | bis 6. November 1997                                                                                      |
| Konrath Karl         | SPÖ      | wechselte am 27. Jänner auf das Mandat von Alfred Schreiner                                               |
| Loos Johann          | ÖVP      | bis 30. April 2000                                                                                        |
| Moser Manfred        | SPÖ      | |
| Mühlgaszner Edith    | SPÖ      | bis 27. Jänner 1998                                                                                       |
| Münzenrieder Josef   | ÖVP      | bis 31. Juli 1999                                                                                         |
| Nicka Eduard         | FPÖ      | bis 30. Juni 2000                                                                                         |
| Niessl Hans          | SPÖ      | |
| Pfeffer Katharina    | SPÖ      | bis 28. Oktober 1999                                                                                      |
| Poglitsch Reinhard   | FPÖ      | |
| Pongracz Gerhard     | SPÖ      | |
| Prior Walter         | SPÖ      | |
| Rauter Wolfgang      | FPÖ      | ab 6. November 1997 für Erich Karassowitsch                                                               |
| Resetar Adalbert     | ÖVP      | |
| Rezar Peter          | SPÖ      | bis 18. Mai 1999                                                                                          |
| Ritter Ewald         | SPÖ      | ab 28. Jänner 1998 für Edith Mühlgaszner                                                                  |
| Schmid Ernst         | SPÖ      | ab 10. Oktober 1996 für Hermann Fister                                                                    |
| Schranz Erwin        | ÖVP      | |
| Schreiner Alfred     | SPÖ      | ab 4. Dezember 1996 für Franz Guttmann                                                                    |
| Sipötz Johann        | SPÖ      | |
| Spieß Gertrude       | SPÖ      | |
| Stacherl Willibald   | SPÖ      | ab 18. März 1999 für Kurt Zach                                                                            |
| Strommer Rudolf      | ÖVP      | ab 7. Oktober 1999 für Josef Münzenrieder                                                                 |
| Thomas Wilhelm       | ÖVP      | |
| Tschürtz Johann      | FPÖ      | ab 6. November 1997 für Gabriel Wagner                                                                    |
| Vadasz Peter         | ÖVP      | |
| Wagner Gabriel       | FPÖ      | bis 5. November 1997                                                                                      |
| Weghofer Matthias    | ÖVP      | |
| Zach Kurt            | SPÖ      | bis 17. März 1999                                                                                         |
| Zechmeister Walter   | FPÖ      | |